# Protectorat français du Laos
1893–1946/1949
Entités précédentes :
- Royaume de Luang Prabang
- Royaume de Champassak
- Siam

Entités suivantes :
- Royaume du Laos, État associé à l'Union française

Le protectorat français du Laos était le gouvernement fédérant les différents États peuplés par le peuple Lao, sur le territoire de l'ancien royaume du Lan Xang et de l'actuel Laos. Composante de l'Indochine française, le protectorat du Laos donne naissance en 1946 à l'État centralisé du royaume du Laos, qui accède ensuite au statut d'État associé de l'Union française. La France transfère ensuite progressivement sa souveraineté au Laos avant de reconnaître l'indépendance pleine et entière du pays à la fin de la guerre d'Indochine.

## Histoire

### Naissance du protectorat
Le peuple Lao, issu de l'éclatement de Lan Xang, est approché par les Français lors de l'exploration du Mékong menée entre 1866 et 1868 par le français et capitaine de frégate (équivalent au grade de lieutenant-colonel) Ernest Doudart de Lagrée, et son second le lieutenant de vaisseau Francis Garnier, qui a pour but de chercher un moyen d'unir commercialement la vallée supérieure du Mékong au protectorat du Cambodge et à la Cochinchine. En 1869, les procédures pour faire du Laos un protectorat Français étaient presque abouties, mais en 1870-1871, la guerre de la France contre la Prusse va retarder l'élaboration de ce projet d'une quinzaine d'années au moins, où la France sera absente de la région. En 1885, un différend éclate entre la France et le royaume de Siam (actuelle Thaïlande). Le Siam, déjà suzerain du royaume de Luang Prabang et de l'ancien royaume de Vientiane, cherche à s'étendre sur les territoires Lao et à résister aux expansionnismes du Royaume-Uni, présent en Birmanie, et de la France, qui a établi son protectorat sur l'Annam. Le roi de Siam Chulalongkorn revendique ouvertement plusieurs provinces d'Annam, et vise à annexer Luang Prabang. Le 7 mai 1886, la France signe avec le Siam une convention provisoire qui reconnaît implicitement et de manière provisoire l'autorité de ce dernier sur le pays Lao.

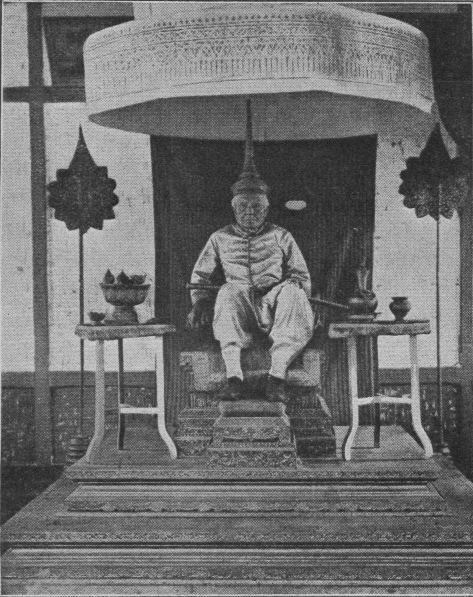
Le roi Oun Kham.

À la fin 1886, Auguste Pavie est nommé vice-consul à Luang Prabang et explore le pays, reliant Luang Prabang à Hanoï, concluant au potentiel du pays Lao et à sa possibilité de devenir une terre française. En 1888, les pirates chinois Hos, issus des Pavillons noirs, entrent en guerre contre le Siam et contre son vassal de Luang Prabang, et mettent la ville à sac. Pavie intervient alors avec ses hommes : l'un de ses serviteurs cambodgiens organise l'évacuation de la famille royale sur une chaloupe à travers le Mékong. Appelés à l'aide par Pavie, les troupes françaises arrivées de Hanoï libèrent Luang Prabang. Le roi Oun Kham propose alors à Pavie de substituer à Luang Prabang le protectorat de la France à celui du Siam. Pavie requiert l'aide du gouvernement français pour contrer la présence siamoise, aboutissant le 27 mars 1889 à la signature d'une nouvelle convention visant à délimiter les frontières. 

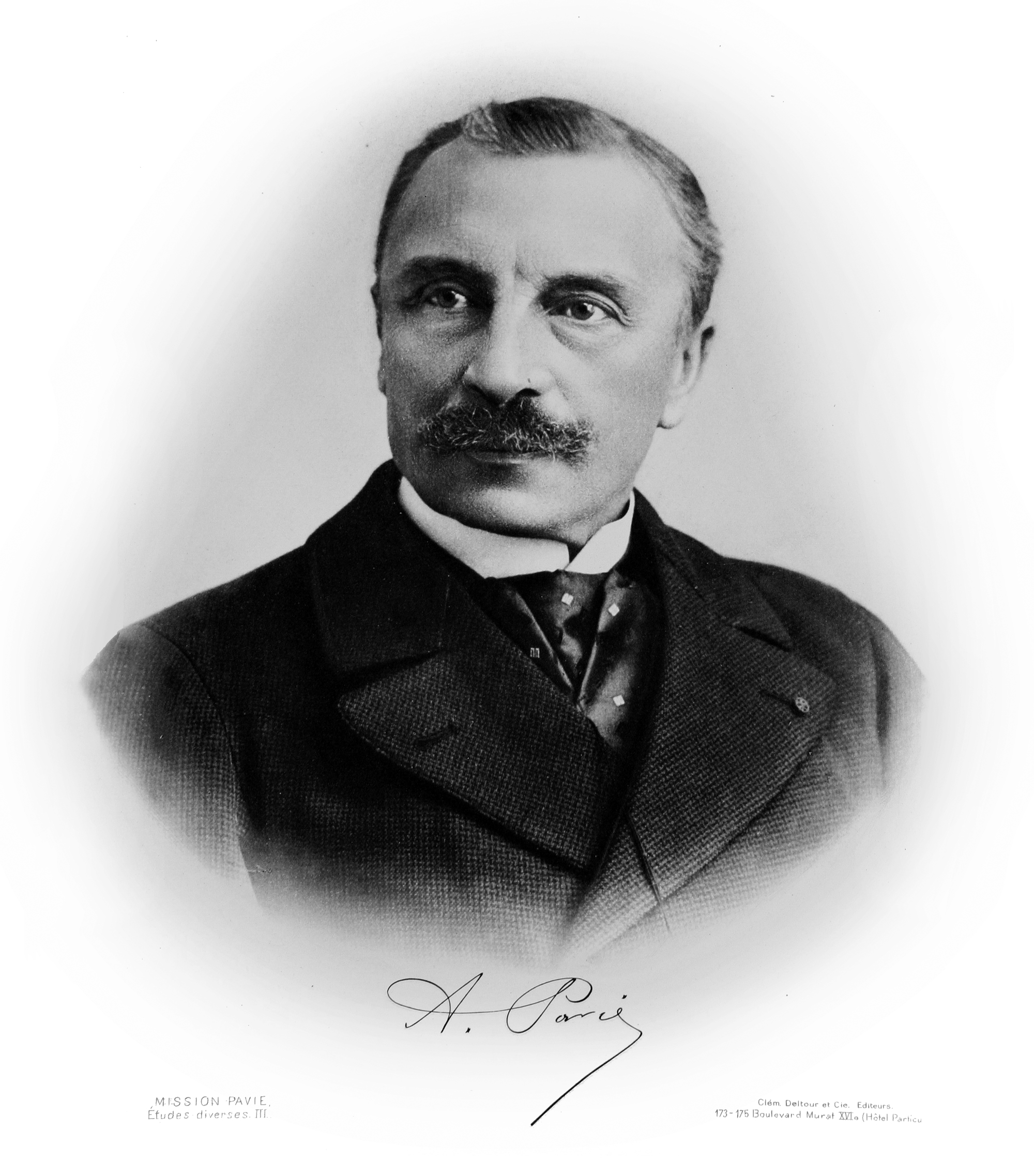
Auguste Pavie.

Après plusieurs incidents entre la France et le Siam, un ultimatum adressé par Pavie le 5 août 1892, et la guerre franco-siamoise de 1893, le Siam finit par accepter de reconnaître, par le traité du 3 octobre 1893, les droits français sur la rive gauche du Mékong. Auguste Pavie est nommé un temps résident à Bangkok : il continue d'explorer les pays lao, qu'il met sous tutelle française, sous forme d'un pays baptisé Laos, et dont il devient commissaire général jusqu'à son départ en 1895. La capitale du Laos français est établie à Vientiane : la maison royale de Luang Prabang conserve cependant ses prérogatives, accueillant un vice-consulat permanent, et un résident supérieur. Le Laos est ensuite divisé en deux territoires, le Haut et le Bas-Laos. Le 16 janvier 1896, la France et le Royaume-Uni s'accordent sur le tracé des frontières entre la Birmanie britannique et le Laos français.

### Réorganisation administrative
Le 31 juillet 1898, le budget du Laos est intégré au budget général de l'Indochine française, créé par le gouverneur Paul Doumer.  Le 19 avril 1899, le Haut-Laos et le Bas-Laos sont placés sous l'autorité d'un résident supérieur, subordonné au gouverneur général et installé à Vientiane. Le Laos est ensuite réorganisé en dix provinces : le royaume de Luang Prabang garde un régime spécial de protectorat, le roi conservant le pouvoir de légiférer, entouré d'un conseil de dignitaires, mais flanqué d'un commissaire du gouvernement et de fonctionnaires français, qui représentent le gouvernement général. Les neuf autres provinces, au statut de principautés, sont placées sous l'administration directe de résidents français. Le Laos adopte le système d'imposition français, les taxes étant payées en piastres ou, dans les régions sans monnaie, en nature, par exemple en journées de corvée. L'administration indigène reçoit en guise de traitement un pourcentage sur les taxes ou les amendes. Chaque province est sous la responsabilité d'un « résident » assisté d'un fonctionnaire chargé des affaires administratives et financières et d'un militaire qui commande le contingent provincial de la garde indigène
En 1904, un nouveau traité avec le Siam remet au Laos les territoires du royaume de Luang Prabang situés sur la rive droite du Mékong (correspondant à peu près à l'actuelle province de Sayaboury). En 1905, un décret du gouverneur général fixe la frontière entre le Laos et le Cambodge dans la province de Tonlé Repou. En 1907, un nouveau traité avec le Siam lui rétrocède le district de Dan Sai.

### Le«parent pauvre»de l'Indochine française

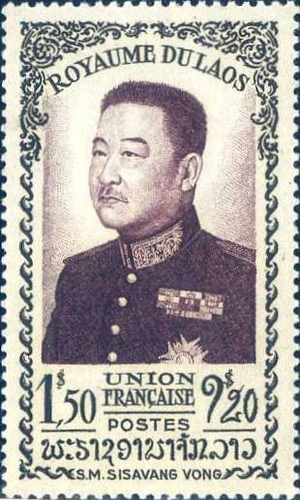
Le roi Sisavang Vong, monarque de Luang Prabang à partir de 1904.

Faiblement peuplé (470 000 habitants en 1900) le protectorat du Laos présente une économie chroniquement déficitaire, compensée par le budget général de l'Union indochinoise. Pour remédier au sous-peuplement du pays et améliorer ses infrastructures, la France fait appel à une main-d'œuvre vietnamienne, importée notamment depuis le Tonkin. Ouvriers, commerçants, artisans, cadres et fonctionnaires vietnamiens prennent rapidement une part prépondérante dans l'économie et le fonctionnement du protectorat laotien, entraînant parfois des frictions avec les indigènes locaux. Le Laos ne réalise pas d'exportations, malgré des tentatives de développer la distillerie d'alcool de riz ou l'élevage de vers à soie. La riziculture demeure peu développée, et les Français ne font que des efforts limités pour améliorer les infrastructures et l'enseignement. Géographiquement isolé et nettement plus pauvre que les autres pays de l'Indochine française, le Laos attire peu les colons : seuls 574 Européens s'y sont installées en 1937, les fonctionnaires représentant l'essentiel de la présence française. 
La mise en place du protectorat a été pacifique, et la monarchie de Luang Prabang s'accommode bien d'une tutelle française qu'elle a réclamée à l'origine. Mais certaines minorités ethniques n'acceptent pas le protectorat français, qui s'appuie essentiellement sur les Lao et les autres ethnies Taïs, sans compter les Viêts. Les minorités ne jouissent guère des bienfaits du protectorat et ne voient pas l'intérêt de faire des corvées, de payer des taxes, d'abandonner leurs traditions séculaires et de renoncer à leurs trafics commerciaux dont celui de l'opium et des esclaves.
Dès 1901, des soulèvements éclatent dans le sud du pays, dans le plateau des Bolovens au sein de tribus Lao Theung. les fomenteurs de la rébellion sont connus sous le nom de Pho-Mi-Boun (Maîtres qui ont de la chance). Le caractère de cette révolte a été qualifié de millénariste ou messianique . Son chef le plus connu est Bak-Mi, appelé par ses partisans Ong Kaeo de l'ethnie Alak. Le mouvement s'étend alors jusque dans la région de Kon Tum au Việt Nam  et dans la vallée du Mekong où il connaît un certain succès parmi les Lao loum. Le gros des troubles dure jusqu'en 1907, mais ce n'est que vers 1936 que le sud-Laos est considéré par les Français comme entièrement soumis. Le chef Boloven Kommadan est considéré comme l'héritier de cette révolte,
De 1899 à 1910, des troubles existaient au nord du Laos dans la province de Phongsaly, près de la frontière chinoise où l'autorité des chefs Lü était affaiblie par la nouvelle organisation administrative qui les faisait dépendre des autorités lao. Le nom de Vanna Phou (ou Vanna Phoum) est associé à ces révoltes. En 1914, Un groupe de plusieurs dizaines de Chinois HÔ et de minorités montagnardes thaïes s'emparent de Sam Neua et tuent le résident français. La révolte s'étend aux hauts plateaux du Vietnam et à la province de Phong Saly, et elle touche l'ensemble des ethnies présentes dans ces régions, notamment les Khmu et les Lü, mais pas les Hmong qui sont présents jusqu'en 1916 parmi les 2500 hommes des troupes coloniales employées pour venir à bout de la révolte. Une des causes de la révolte est le monopole instauré au bénéfice de la Régie de l'opium française et qui lèse les Hô qui faisaient du commerce de l'opium. Les Thaïs ne sont pas concernés par l'opium, mais se sont révoltés à cause de la lourdeur de l'imposition.
Toujours dans le nord du Laos, une révolte des Hmongs - connue sous le nom de guerre du Fou - éclate en 1919,. Les Hmong sont les principaux producteurs d'opium au Laos, mais l'opium n'intervient pas dans les motivations de l'animateur de la révolte, Pachai, qui sont tout autant anti-lao qu'anti-françaises. Les révoltés Hmong ne supportent pas d'être subordonnés à d'autres groupes ethniques. Les autorités françaises et la Garde indigène viennent à bout de la révolte en mars 1921.  Après la révolte, les Français donnent plus d'autonomie aux Hmongs sous la forme de la nomination d'un « tasseng » (chef de district) hmong dans la région de Xieng Khouang. Touby Lyfoung, élu tasseng de Nong Het en 1938 sera plus ou moins reconnu comme le représentant des Hmongs par les autorités françaises et par le roi de Luang-Prabang.
La France continue de moderniser l'organisation du pays, créant en 1923 une assemblée consultative, et réformant l'administration. Une école de droit et d'administration est mise en place pour former les fonctionnaires lao : ceux-ci demeurent cependant moins utilisés par l'administration française que les fonctionnaires viêts ; seuls quelques fils de bonne famille lao sont appelés à tenir des rôles significatifs dans l'administration et la vie économique du protectorat.

### L'évolution du protectorat pendant la Seconde Guerre mondiale
En 1939, après s'être emparé du pouvoir au Siam, le dictateur militaire Phibun décide de changer le nom du royaume en Thaïlande, exprimant ainsi implicitement la volonté de regrouper toutes les différentes branches de la famille Taï, c'est-à-dire notamment un certain nombre d'ethnies du Laos, à commencer par l'ethnie majoritaire, celle des Lao loum qui parlent une langue de la même famille que celle de Thaïs de Bangkok, les Siamois. Après la défaite de la France contre l'Allemagne, en juin 1940 en Europe, le Japon occupe militairement le Nord du Viêt Nam en août 1940 et la Thaïlande attaque le Laos et occupe sur la rive droite du Mekong Paklay, à l'ouest de Vientiane et la province de Champassak. Les Français ripostent en attaquant sur mer et détruisent la flotte thaïlandaise à Koh Chang le 17 janvier 1941. Des pourparlers se déroulent alors sous l'égide du Japon qui impose au gouvernement de Vichy le traité de Tokyo par lequel la France cède à la Thaïlande des provinces cambodgiennes et celles, laotiennes de Champassak et de Sayaboury prises au Siam en 1902 et 1904,.
La cession des deux provinces de la rive droite représente une perte pour le Laos et en particulier, le royaume de Luang-Prabang se voit dépossédé de ses réserves de Teck de la province de Sayabouri. Pour compenser les pertes des territoires, le gouvernement général de l'amiral Jean Decoux réorganise l'administration laotienne, accordant au gouvernement royal de Luang Prabang une autonomie légèrement accrue, et étendant sa souveraineté à trois nouvelles provinces, celles du Haut-Mékong, de Xieng Khouang et de Vientiane. Le prince Phetsarath est intégré au conseil du roi et dirige une sorte de gouvernement.
La France conserve ses pouvoirs décisionnels sur le protectorat et le gouvernement de Decoux encourage le patriotisme local pour lutter contre l'influence des Japonais. C'est dans ce contexte que se crée le premier mouvement nationaliste laotien, le « Mouvement de Rénovation » autour du journal Lao Nhay (« Grand Laos ») Il s'agit de jeunes Lao cultivés qui suivent des personnalités comme Nhouy Abbhay et Katay Sasorith. Du côté français, le chef du Service de l'Enseignement, Charles Rochet, soutient le mouvement en même temps qu'il fait construire 7000 écoles, plus que toutes celles édifiées depuis quarante-sept ans,.
L'administration coloniale ne construit pas seulement des écoles, mais aussi des routes en même temps qu'elle améliore les services sociaux et les services de l'agriculture. Un problème de fond est alors posé pour financer ces projets, d'autant que le budget général de l'Indochine est amputé des taxes qu'il percevait sur l'opium en provenance du sud de la Chine. L'occupation japonaise du Nord-Vietnam et la guerre contre la Chine de Tchang Kaï-chek a tari l'approvisionnement des dizaines de milliers d'opiomanes qui peuplent l'Indochine. La solution à ce problème est trouvée en incitant les Hmongs à produire massivement de l'opium, ce qu'ils faisaient jusqu'alors modérément et plus ou moins clandestinement. Les Hmongs se spécialisent dans la culture du pavot et la Régie de l'opium leur achète la récolte à prix d'or et finance ensuite les dépenses publiques en revendant l'opium aux opiomanes,.
Dans le sud du Pays, le mouvement Lao-Seri (« Le Laos aux laotiens ») se forme à partir de 1944 en liaison avec celui des Thaï-Seri soutenus par les Américains contre les Japonais. Il prendra une tournure indépendantiste nettement anti-française et donnera naissance à la société secrète Lao Pen Lao (« Le Laos aux Laotiens ») qui regroupent des membres de la bourgeoisie bloqués dans leurs ambitions, car ils ne sont ni de la famille royale, ni de celle de Boun Oum, pro-français,.
Le 9 mars 1945, les troupes de l'empire du Japon passent à l'action contre les Français et prennent le contrôle de l'Indochine. Une grande partie des Français sont emprisonnés à Vientiane, ainsi que dans le centre et le sud du pays. Les Japonais font pression sur le roi Sisavang Vong pour qu'il proclame l'indépendance du Laos, mais le souverain refuse, se trouvant en porte-à-faux avec son premier ministre et beau-frère, Phetsarath Rattanavongsa. Ce n'est que le 8 avril que, sous la pression, le roi accepte de proclamer l'indépendance du Laos, que les Japonais conçoivent comme devant rejoindre la Sphère de coprospérité de la grande Asie orientale. Dans le même temps, il envoie secrètement le prince Kindavong, demi-frère de Phetsarath, prendre contact avec les Alliés. Le fils du roi, le prince héritier Savang Vatthana, appelle le peuple à résister auprès des Japonais, auprès de qui il va protester à Saïgon,. Tandis que le gouvernement de Phetsarath profite de la situation pour évincer les fonctionnaires vietnamiens de l'administration, des groupes de guérilleros franco-lao, comptant environ 200 français et 300 autochtones, mal armés mais soutenus par une partie de la population, prennent le contrôle de diverses zones rurales et entretiennent des contacts clandestins avec le roi. Les commandos français reçoivent le soutien de deux notables importants: le prince Boun Oum au sud-Laos et Touby Lyfoung chez les Hmongs de la province de Xieng Khouang,.

### L'indépendance de 1945-1946
L'empire du Japon annonce officiellement sa capitulation le 15 août. À la conférence de Potsdam, l'occupation du territoire indochinois a été confiée, sans consulter les Français, au Royaume-Uni et à la république de Chine. Le 25 août, le colonel Hans Imfeld, commissaire du Gouvernement provisoire de la République française, entre à Luang Prabang avec un détachement de guérilleros franco-lao et reçoit l'assurance que le protectorat est toujours en vigueur. Le 3 septembre, des maquisards commandés par le capitaine Fabre pénètrent dans Vientiane et évacuent les Français délivrés des prisons japonaises. Dans le pays, les franco-lao se heurtent parfois violemment aux indépendantistes viêts du Laos, qui ont formé sur place une branche locale du Việt Minh. Le prince Phetsarath, décidé à éviter un retour des Français, annonce aux Britanniques le 31 août que le Laos n'acceptera pas un rétablissement du protectorat. Le prince Souphanouvong, demi-frère de Phetsarath très lié au Việt Minh, vise quant à lui à obtenir l'indépendance grâce à l'appui des révolutionnaires vietnamiens : début septembre, en tractations avec Hô Chi Minh depuis Hanoï, il informe Phetsarath de son projet de créer un « bloc indochinois » contre le colonialisme. Phetsarath, qui n'avait pas été tenu au courant, refuse. Des agents de l'OSS, accompagnés de membres du Lao Pen Lao, l'ayant informé que les Français ne seraient pas autorisés à revenir, le premier ministre croit bénéficier d'un soutien international. Mais, le 7 septembre, il est informé d'une proclamation royale rétablissant le protectorat.  Le 14 septembre, Phetsarath réagit en décrétant le rattachement de toutes les provinces et de tous les services à l'administration du royaume de Luang Prabang. Le 21 septembre, le capitaine Fabre réclame la destitution de Xieng Mao (également connu sous les noms de Phaya Khammao et Khammao Vilay), gouverneur provincial anti-français. Dans le même temps, les Chinois commencent à pénétrer au Laos, mais se préoccupent moins de remettre de l'ordre que de faire main basse sur la récolte d'opium,. De son côté, Souphanouvong retourne au Laos accompagné de gradés du Việt Minh qui changent leurs insignes à la frontière, et crée dans le sud un comité du Laos indépendant dont il nomme Phetsarath président d'honneur, ainsi que l'Armée de libération et de défense lao. 
Phetsarath, rejoint par Souphanouvong le 7 octobre, fonde fin septembre un gouvernement révolutionnaire sous le nom de Lao Issara (Laos libre). Le 10 octobre, le roi annonce la destitution de Phetsarath de son poste de chef du gouvernement. Phetsarath annonce tout d'abord son retrait, mais le Lao Issara se tourne immédiatement contre la monarchie : le 12 octobre, un « comité des représentants du peuple » de trente-quatre membres est nommé, qui désigne un gouvernement provisoire du Laos indépendant présidé par Xieng Mao et qui crée aussitôt une chambre des représentants ayant la charge de rédiger une constitution provisoire. Cette chambre décrète le 20 octobre la destitution du roi en même temps qu'elle nomme Phetsarath chef de l'État lao (Pathet Lao),,. Le colonel Imfeld et ses hommes sont quant à eux désarmés et mis en résidence surveillée par les Chinois. Xieng Mao lit, le 15 octobre,  une déclaration condamnant « l'attitude pro-française de la cour de Luang Prabang ». Souphanouvong prend le ministère des affaires étrangères, tout en gardant son titre de commandant en chef de l'armée : la coopération avec le gouvernement révolutionnaire de Hô Chi Minh est renforcée, et l'armée se voit attribuer un commandement mixte lao-vietnamien. Souvanna Phouma, autre frère cadet de Phetsarath, est également ministre. Le gouvernement, mélange hétéroclite de nationalistes de diverses tendances, est marqué par la rivalité entre les différentes branches de la maison royale de Luang Prabang,. Le 4 novembre, les indépendantistes prennent le contrôle de Luang Prabang : Sisavang Vong est prisonnier dans son propre palais, et les soutiens du gouvernement royal sont arrêtés. Le roi est finalement contraint de reconnaître le gouvernement de Vientiane le 10 novembre. Le détachement français doit quitter Luang Prabang : les soldats et guérilleros français demeurent cependant présents dans les campagnes, tandis que le Lao Issara ne tient que les villes. Le gouvernement indépendantiste souffre rapidement de son manque de moyens financiers et de son impréparation. Phetsarath ne parvient pas à obtenir de soutien international. En février et mars 1946, la France signe des accords avec les Chinois et le gouvernement de Hô Chi Minh, ce qui lui donne les mains libres pour reprendre pied au Laos : Xieng Mao tente dès février de remettre le roi dans le jeu afin de donner une légitimité à son gouvernement.  À partir de mars 1946, les Français et les hommes du prince Boun Oum reprennent progressivement les villes du pays. Le 23 avril, le roi accepte de légitimer les institutions provisoires et de devenir monarque constitutionnel d'un Laos unifié, espérant ainsi amener les Français à légitimer le Laos en tant qu'État centralisé. Le 25 avril, les Franco-lao entrent dans Vientiane; le 13 mai, dans Luang Prabang. Le gouvernement indépendantiste prend alors la fuite tandis que le roi adresse au général Leclerc, chef du Corps expéditionnaire français en Extrême-Orient, un message déclarant nuls et non avenus tous les actes imposés depuis le 4 avril 1945. Une partie du gouvernement Lao Issara se réfugie à Bangkok, sous la forme d'un gouvernement en exil.

### Le nouveau royaume du Laos

Armoiries du royaume du Laos.

Après avoir repris pied sur le territoire, la France s'attache à normaliser ses relations avec le Laos. En juin 1946, une commission franco-laotienne se réunit pour définir le statut du pays, tandis qu'une guérilla indépendantiste, soutenu par le Việt Minh, se développe sous l'égide des dirigeants exilés. Le 27 août 1946, la France accorde au Laos l'autonomie interne dans la Fédération indochinoise et dans l'Union française, et unifie le royaume du Laos au profit de la monarchie de Luang Prabang. Une assemblée est élue le 15 décembre 1946, et adopte le 11 mai suivant une constitution. Sisavang Vong a atteint son but en devenant roi de l'intégralité du Laos. 
En 1947, le Laos a retrouvé son calme, la résistance Lao issara étant quasiment au point mort, le comité présidé à Bangkok par Phetsarath ne semblant pas songer à prendre les armes. La reprise de la violence vient de Souphanouvong, qui relance dès septembre une guérilla avec le soutien du Việt Minh. Les indépendantistes vietnamiens utilisent le Laos comme voie de passage, s'infiltrant sur la rive gauche du Mékong pour tenter de créer un couloir reliant la Thaïlande au Nord Viêt Nam. Dès l'été 1947, le roi tente de parer au rapprochement entre Lao Issara et Việt Minh en proposant aux indépendantistes de rentrer au pays et de bénéficier d'une amnistie en échange de l'arrêt de la lutte. 
Le 19 juillet 1949, enfin, Boun Oum, devenu premier ministre, signe avec la France une convention par laquelle le royaume du Laos accède à l'indépendance, tout en demeurant un État associé de l'Union française ; le protectorat est officiellement aboli à cette date. Le pays peut néanmoins désormais siéger dans les instances internationales. Doté désormais d'une armée, d'une police, d'une justice et d'une diplomatie propres, le pays conserve son union douanière avec le Cambodge et le Viêt Nam. La majorité des membres du gouvernement en exil de Bangkok se déclare satisfaits : le gouvernement Lao Issara s'auto-dissout en octobre, et la majorité de ses ministres, en tête desquels le prince Souvanna Phouma, rentrent d'exil. Souphanouvong refuse cependant d'arrêter la lutte, tandis que Phetsarath Rattanavongsa cesse ses activités, mais reste en exil.
En 1950, le Laos, comme les autres États de l'Indochine française, acquiert son indépendance monétaire, la Banque de l'Indochine perdant son privilège d'émission. Entre 1950 et 1953, le gouvernement laotien crée de nouveaux services et organismes pour réorganiser l'administration du pays, formant de nouveaux fonctionnaires. Phoui Sananikone puis, en 1951, Souvanna Phouma, se succèdent à la tête du gouvernement. Si le pays bénéficie désormais d'une reconnaissance internationale, le gouvernement central a peu de contrôle sur les régions éloignées, et les problèmes des minorités ethniques ne sont pas réglés.
Le Laos est en outre bientôt entraîné dans la guerre d'Indochine : le 13 août 1950, Souphanouvong ressuscite le Pathet Lao en formant, avec le soutien Việt Minh, un Front du Laos libre (Neo Lao Issara), dont il prend la présidence du comité central. En avril 1953, la division Việt Minh 312 franchit la frontière laotienne, avec le soutien des bases Pathet Lao, qui se sont déjà étendues sur de nombreux villages. Le "Laos libre" du Pathet Lao compte désormais le plateau des Bolovens au sud, et plusieurs provinces du nord.
Le processus de dévolution de compétences se poursuit par ailleurs, la situation militaire et la dégradation de l'économie liée à l'affaire des piastres conduisant la France à négocier leur statut avec les États de la fédération. Si, au Cambodge, les rapports avec Norodom Sihanouk sont très dégradés, au Laos, les négociations se passent bien : le 22 octobre 1953, la France reconnaît la « souveraineté » et l'« indépendance » du Laos, tout en restant liée à lui par un traité d'amitié et d'association; le Laos, de son côté, « réaffirme librement son appartenance à l'Union française ». Mais le Royaume demeure menacé par la guérilla, qui va profiter de la conférence de Genève et du cessez-le-feu en Indochine pour imposer sa légitimité : le gouvernement royal laotien ne parvient en effet pas à empêcher le Pathet Lao d'être reconnu comme interlocuteur à la table des négociations. Le 21 juillet 1954, par la signature des accords de Genève, la France reconnaît l'indépendance des États indochinois, mettant un terme définitif à l'Indochine française, et laissant le royaume du Laos, désormais totalement indépendant, entamer des pourparlers avec le Pathet Lao pour tenter de mettre un terme à la guerre civile.

## Administration coloniale du Laos
Le protectorat du Laos possède un régime administratif particulier au sein de l'Indochine française : n'étant pas, jusqu'en 1946, un État unifié, il est divisé originellement en deux régions, le Haut-Laos et le Bas-Laos. Lors de l'intégration du pays à l'Union indochinoise, Paul Doumer unifie les deux régions et les place sous l'autorité d'un résident supérieur, subordonné au gouverneur général et installé à Vientiane. Le Laos est divisé en dix provinces : le royaume de Luang Prabang garde un régime spécial de protectorat, le roi conservant le pouvoir de légiférer, entouré d'un conseil de dignitaires, mais flanqué d'un commissaire du gouvernement et de fonctionnaires français, qui représentent le gouvernement général. Les neuf autres provinces, au statut de principautés, sont placées sous administrations directes de résidents français.

### Résidents supérieurs
- Auguste Pavie 1894-1896 (Commissaire de la République de mai à octobre 1894)
- Léon Boulloche 1895-1896

### Commandants supérieurs du Haut-Laos
- Joseph Vacle 1895-1897
- Paul Louis Luce 1897-1898
- Joseph Vacle 1898-1899

### Commandant supérieur du Bas-Laos
- Marie Auguste Armand Tourmier 1895-1899

### Résidents supérieurs du Laos
- Marie Auguste Armand Tourmier 1899-1903
- Georges Mahé 1903-1906
- Louis Laffont 1906-1907
- Georges Mahé 1907-1910
- Ernest Outrey 1910-1911
- Georges Mahé 1911-1912
- Aubry de la Noé 1912-1913
- Claude Léon Garnier 1913
- Jean Edward Bourcier-Saint-Affray 1913-1914
- Claude Léon Garnier 1914-1918
- Jules Bosc 1918-1921
- Joël Darrousin 1921-1923
- Jules Bosc 1923-1925
- Jean-Jacques Dauplay 1925-1926
- Jules Bosc 1926-1928
- Paul Le Boulanger 1928
- Jules Bosc 1928-1931
- Paul Le Boulanger 1931
- Paul Pages 1931
- Yves Châtel 1931
- Paul Le Boulanger 1931
- Jules Thiebaut 1931-1932
- Aristide Le Foi 1932-1933
- Adrien Roques 1934
- Eugène Eutrope 1934
- Louis Marty 1934-1935
- Eugène Eutrope 1935-1938
- André Touzet 1938-1940
- Adrien Roques 1940-1941
- Louis Brasey 1941-1945

### Commissaires de la République française au Laos
- Hans Imfeld 1945-1946
- Jean de Raymond 1946-1947
- Maurice Michaudel 1947-1948
- Alfred Valmary 1948-1949
- Robert Régnier 1949-1953
- Miguel Joaquin de Pereyra 1953-1954